# Tatobitská lípa
Tatobitská lípa (někdy označovaná jako Americká lípa, Tisíciletá lípa nebo Žižkova lípa) je památným stromem rostoucím na prahu Českého ráje v obci Tatobity v Libereckém kraji. Lípa stojí u silnice směrem na Žernov, naproti domu s číslem popisným 86.

## Základní údaje
- název: Tatobitská lípa, lípa v Tatobitech, Americká lípa[2], Tisíciletá lípa[3], Žižkova lípa[4]
- výška: 17 m (1993)[5], 17,5 m[2], 20 m (1996)[5]
- obvod: 866 cm (1993)[2][5], 940 cm (1996)[5]
- věk: 500 let[1], 800 let[6]
- sanace: 1923, 60. léta, 1995[6]
- souřadnice: 50°34'5.60"N, 15°16'28.47"E

Tatobitská lípa je údajně křížencem lípy velkolisté (Tilia platyphyllos) a lípy zelené (Tilia euchlora). Lípa zelená je synonymické označení lípy krymské, křížence lípy malolisté, neboli srdčité (Tilia cordata) a lípy kavkazské (Tilia dasystyla, případně Tilia dasystyla subsp. caucasica).
Označení „Americká lípa“ buďto nesouvisí s botanickým názvem lípa americká (Tilia americana), nebo byla lípa kdysi chybně určena a jméno se vžilo. Lípa americká byla popsána až roku 1572.

## Stav stromu a údržba

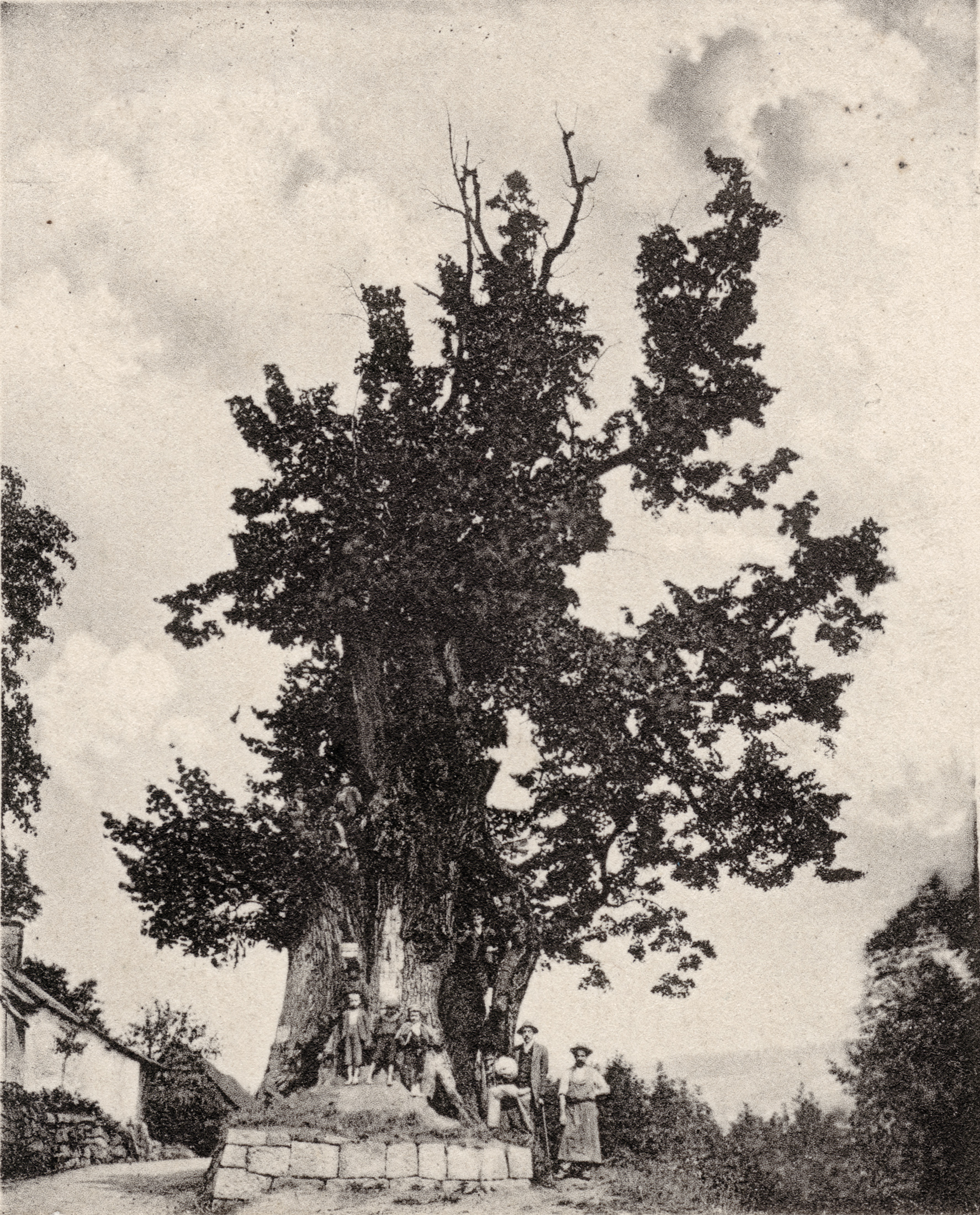
Tisíciletá lípa okolo roku 1910

Kmen lípy je dutý, nekompletní. Pravidelnou korunu stromu tvoří více terminálů. Strom je vzhledem ke svému věku v celkově dobrém stavu.
V roce 1923 byla kolem lípy vybudována podezdívka a oplocení spolkem Svoboda. V 60. letech dvacátého století byl kmen lípy sepnut obručemi. Roku 1995 došlo na sanaci dutiny a celkové ošetření.

## Historie a pověsti

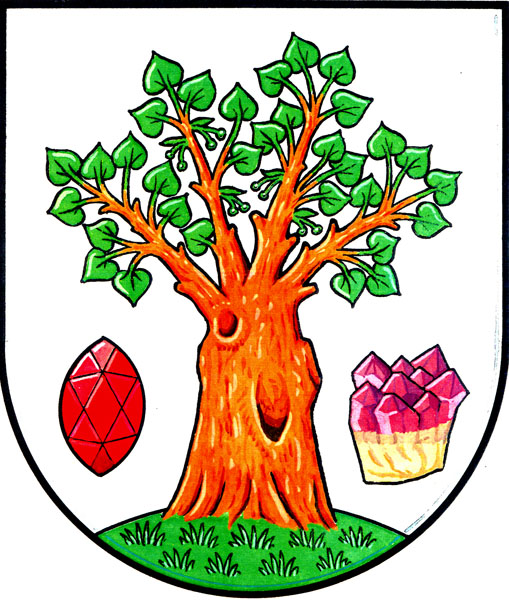
Tisíciletá lípa ve znaku obce

K zasazení stromu se váže stará pověst. Lípu sázel Kilián se svojí milenkou Hedvikou. Když byla práce dokonána, pronesl Kilián: „Ať nekácí, kdo nezasadil“. Uběhla spousta let a lípa měla být pokácena. Když chtěli dřevorubci začít s prací, ozval se z koruny stromu hlas: „Nesázel jsi, nekácej!“ Dřevorubci se zalekli a lípa byla zachráněna.

## Další zajímavosti

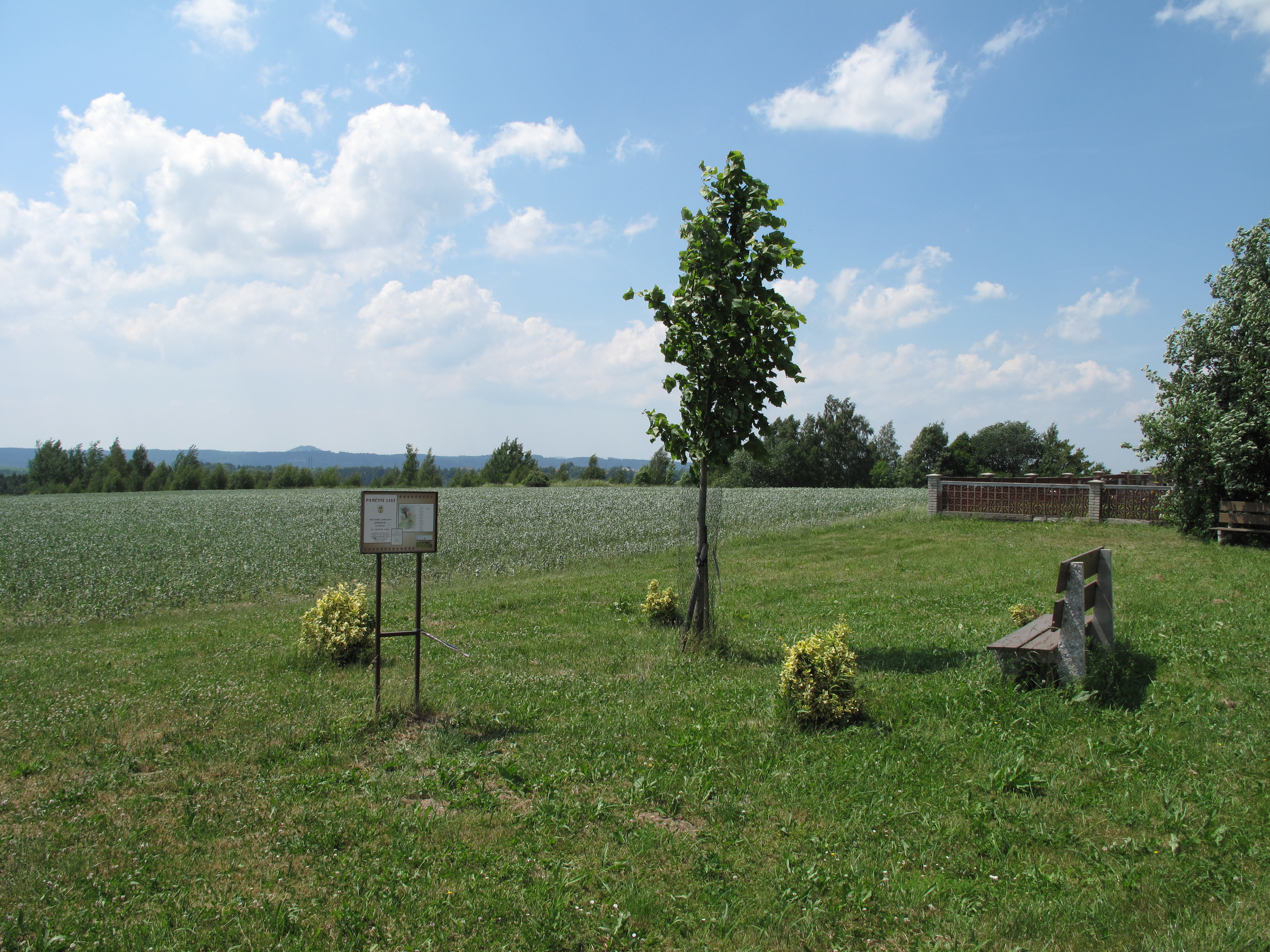
Dcera Tisícileté lípy v roce 2011

V souvislosti s oslavami 100 let pošty v Tatobitech 2. března 2007 byla vydána jubilejní poštovní známka v hodnotě 10 Kč znázorňující lípu. Ta má ostatně prostor i ve znaku obce.
Báseň Naší tisícileté lípě složil 17. dubna 1957 spisovatel Jan Dědina mladší (1906 – 1980).
14. června 2006 byly občanským sdružením Dědina vysazeny v obci dvě geneticky identické lípy jako odkaz dalším generacím. Jedna roste poblíž domu č. 79 u cesty ke kostelu a hřbitovu (50°34'23.40"N, 15°15'58.95"E)
U příležitosti oslav Dne stromů 20. října 2015 byla lípa vyhlášena vítězem čtrnáctého ročníku celostátní ankety Strom roku 2015. V únoru 2016 se lípa ucházela o titul „Evropský strom roku 2016“. Vítěze soutěže volila veřejnost internetovým hlasováním.
Své hlasy do ankety Evropský strom roku 2016 zaslalo téměř 230 tisíc lidí. Tatobitská lípa se umístila na druhém místě s 43 451 hlasy.

## Památné stromy v okolí
- Alej Sedmihorky (69 z pův. 78 stromů: lípy, jírovce, jasany)
- Alej Turnov – Sedmihorky (117 z pův. 160 lip)
- Arboretum Bukovina (400 z pův. 407 stromů, 43 druhů)
- Buky v Podmoklicích
- Dub u arboreta Bukovina
- Duby v Žernově
- Křečovická hrušeň
- Lázeňský dub (Sedmihorky)
- Lípa v Loučkách
- Lípa v Mašově
- Lípa v Tuhani
- Přáslavické duby (2 ks)
- Přáslavický jírovec
- Roudenská lípa
- Rovenské buky (5 buků červenolistých)
- Rovenská borovice
- Troskovické lípy